# Ocotea barbatula
Ocotea barbatula  es una especie de planta en la familia Lauraceae. Es un árbol o arbusto endémico de Guatemala que fue únicamente registrado en el departamento de Baja Verapaz. Crece en bosque alta, y puede alcanzar una altura de 15 m.